# Чулуо
Чулуо е каган на Източнотюркския каганат, управлявал през 619 – 620 година.
Той е син на кагана Ями и наследява брат си Шиби след смъртта му през 619 година. Чулуо продължава враждебната политика спрямо империята Тан и приема на своя територия двора на падналата династия Суй.
Чулуо умира през 620 година и е наследен от своя по-малък брат Илиг.